# Большекозыревское
Большекозыревское (Большая Козыревка) — село Кизлярском районе Дагестана. Входит в состав сельского поселения «Сельсовет «Черняевский»».

## География
Населённый пункт расположен у Огузерского канала, в 3 км к юго-западу от центра сельского поселения — Черняевка и в 27 км к северо-востоку от города Кизляр. Вдоль западной окраины села проходит региональная трасса Кизляр-Крайновка.

## Население
| 1926 | 1970 | 1989 | 2002 | 2010 | 2021 |
| ---- | ---- | ---- | ---- | ---- | ---- |
| 105  | ↗172 | ↗396 | ↘123 | ↗141 | ↗175 |

Национальный состав
По данным Всесоюзной переписи населения 1926 года:
| № | Национальность | Численность, чел. | Доля |
| - | -------------- | ----------------- | ---- |
| 1 | русские        | 60                | 57 % |
| 2 | украинцы       | 45                | 43 % |

По данным Всероссийской переписи населения 2010 года:
| № | Национальность | Численность, чел. | Доля   |
| - | -------------- | ----------------- | ------ |
| 1 | даргинцы       | 98                | 69,5 % |
| 2 | аварцы         | 23                | 16,3 % |
| 3 | русские        | 9                 | 6,4 %  |
| 4 | чеченцы        | 6                 | 4,3 %  |
| 5 | другие         | 5                 | 3,5 %  |

По данным Всероссийской переписи населения 2010 года, в селе проживал 141 человек (69 мужчин и 72 женщины).